# Marveli
Marveli (eng. The Marvels) američki je film temeljen na likovima Marvel Comicsa, Carol Danvers / Captain Marvel, Monica Rambeau i Kamala Khan, produciran od strane Marvel Studija, a distribuiran od strane Walt Disney Studios Motion Picturesa. Ovo je trideset i treći film u Marvel Cinematic Universeu (MCU), kao i nastavak filma Kapetanica Marvel (2019.) i miniserije Ms. Marvel (2022.)

## Radnja
Nakon događaja u filmu Kapetanica Marvel (2019.), Carol Danvers, Kamala Khan i Monica Rambeau počinju mijenjati mjesta kad god koriste svoje moći i moraju se udružiti kako bi shvatili zašto i naučili kontrolirati moći.

## Glumačka postava
- Brie Larson kao Carol Danvers / Captain Marvel
- Teyonah Parris kao Monica Rambeau
- Iman Vellani kao Kamala Khan / Ms. Marvel
- Zawe Ashton kao Dar-Benn
- Park Seo-joon kao Prince Yan
- Samuel L. Jackson kao Nick Fury
- Lashana Lynch kao Maria Rambeau
- Randall Park kao Jimmy Woo
- Ben Mendelsohn kao Talos
- Cobie Smulders kao Maria Hill
- Zenobia Shroff kao Muneeba, Kamalina majka
- Mohan Kapurkao Yusuf, Kamalin otac
- Saagar Shaikh kao Aamir, Kamalin stariji brat
- Daniel Ings kao Ty-Rone, Kree znanstvenik
- Colin Stoneley kao Papp-Tonn, a Kree scientist
- Gary Lewis kao Emperor Dro'ge vođa Skrullsa
- Shamier Anderson
- Abraham Popoola
- Ffion Jolly
- Caroline Simonnet
- Jessica Zhou
- Goose, Carolina mačka

## Produkcija

### Razvoj
Prije objavljivanja filma Kapetanica Marvel (2019.), Brie Larson izrazila je interes za nastavak s likom Kamala Khan/Ms. Marvel. Producent Kevin Feige prethodno je izjavio da postoje planovi za upoznavanje lika Kamale s MCU-om nakon objavljivanja Kapetanice Marvel, budući da je Khan inspirirana Carol Danvers/Kapetanicom Marvel, Iman Vellani kasnije je dobila ulogu Khane za televizijsku seriju Ms. Marvel (2022.). U ožujku 2019. godine Feige je tvrdio da je Marvel Studios imao neke "prilično iznenađujuće" ideje za nastavak, a Lashana Lynch izrazila je interes za ponavljanje svoje uloge Marije Rambeau. Službeni razvoj filma započeo je u siječnju 2020., kada je Megan McDonnell ušla u razgovore o pisanju scenarija, nakon što je radila kao scenaristica na seriji WandaVision (2021.). Potvrđeno je da će se Larson vratiti kao Carol Danvers, dok je Nia DaCosta angažirana za režiju filma u kolovozu 2020. Feige je u prosinca najavio Kapetanicu Marvel 2, potvrdio DaCostinu umiješanost, otkrio da će Vellani ponoviti svoju ulogu Khane i da će Teyonah Parris ponoviti svoju ulogu Monice Rambeau iz WandaVisiona.

### Predprodukcija
Predprodukcijski rad na filmu započeo je u veljači 2021., kada je Zawe Ashton dobio ulogu antagonista filma. Do tada su svi scenariji Ms. Marvel već bili napisani, pa ih je kreativni tim Kapetanice Marvel 2 uspio pročitati kako bi saznao što se dogodilo Kamali u seriji, s Larsonom koja je također imala pojavljivanje u posljednjoj epizodi. U svibnju Marvel Studios otkrio je da će nastavak nositi naziv The Marvels. Park Seo-joon pridružila se glumačkoj postavi sredinom lipnja, a kasnije je otkriveno da će igrati ulogu princa Yana, dok su se Larson i Parris počeli pripremati za snimanje u srpnju.

### Snimanje
Snimanje je započelo 10. kolovoza 2021. u Engleskoj, a završilo je 13. svibnja 2022. Početkom snimanja, Samuel L. Jackson otkrio je da će ponoviti svoju ulogu Nicka Furyja u filmu, radeći u Londonu u isto vrijeme kada se pripremao za snimanje serije Secret Invasion. U rujnu objavljeno je da će Saagar Shaikh, Zenobia Shroff i Mohan Kapur ponoviti svoje uloge Kamalinog starijeg brata Aamira, majke Muneebe i oca Yusufa iz serije Ms. Marvel. Dodatna snimanja održana su u Londonu ožujka 2023. godine.

### Postprodukcija
U lipnju 2022. godine Jackson je otkrio da će se u kolovozu vratiti u London kako bi radio na dodatnim snimanjima, prije nego što je isto učinio za Secret Invasion. Dodatno snimanje snimano je i početkom kolovoza u New Yorku. U siječnju 2023. otkriveno je da su, osim Megan McDonnell, scenarij napisali i Nia DaCosta, Elissa Karasik i Zeb Wells, međutim na službenom plakatu, objavljenom u srpnju 2023., Wells nije bio spomenut. U lipnju 2023. otkrivena je prisutnost Garyja Lewisa u filmu.

## Glazba
Glazbu filma skladala je Laura Karpman, koja je prethodno skladala glazbene podloge za Ms. Marvel (2022.) i prvu sezonu What If...? (2021).
Skladba "The Marvels Suite" izvedena je u Philadelphia Orkestru 3. lipnja 2023. To je sažeta verzija glazbe na kojoj je Karpman radila prije skladanja cijele partiture. Karpman je objasnila da je željela da suita ima "određene vrste skokova" unutar glazbe koji predstavljaju Danversov let, a istovremeno ima "moć", "pogon" i "melodiku" kako bi predstavljali Danversa, Rambeaua i Kamalu koji su se okupili kao trio. Glavna tema filma, "Higher. Further. Faster. Together.", premijerno je prikazana na "Last Night of the Proms BBC Proms" 9. rujna 2023.

## Promocija
Prvi najava pretpremijerno je prikazana na D23 Expo 2022. a na internetu je objavljena 11. travnja 2023., dok je službena najava objavljena 21. srpnja 2023.
Disney+ je 3. studenoga 2023. objavio tri epizode "Marvel Studios: Legends", posvećenim Carol Danvers, Kamali Khan i Monici Rambeau.

## Distribucija
Datum izlaska odgođen je nekoliko puta: prvotno je bio zakazan za 8. srpnja 2022., odgođen je za 11. studeni 2022., zatim za 17. veljače 2023. i na kraju za 28. srpnja 2023. Film će biti objavljen u hrvatskim kinima 9. studenoga 2023., a pretpremijerno u 8. studenoga, Cinestar je povodom toga organizirao "Marvel kviz" u  Cinestar Areni IMAX, voditelj kviza biti će Dean Kotiga. U američkim kinima će biti prikazan 10. studenoga.

## Vanjske poveznice
- Službena stranica na marvel.com
- Marveli u internetskoj bazi filmova IMDb-a
- Marveli na Box Office Mojo